# San Marco d'Alunzio
San Marco d'Alunzio är en ort och kommun i storstadsregionen Messina, innan 2015 i provinsen Messina, i regionen Sicilien i sydvästra Italien. Kommunen hade 1 925 invånare (2017).